# Negrilești (Galați)
Pour les articles homonymes, voir Negrilești.
Negrilești est une commune du județ de Galați en Roumanie.